# أركاديو فينتوري
أركاديو فينتوري (بالإيطالية: Arcadio Venturi)‏ (18 مايو 1929 بفينيولا في إيطاليا - ) هو لاعب كرة قدم إيطالي في مركز الوسط، شارك في الألعاب الأولمبية الصيفية 1952. وشارك مع منتخب إيطاليا لكرة القدم. أما مع النوادي، فقد لعب مع إنتر ميلان ونادي بريشيا ونادي روما.

## وصلات خارجية
- أركاديو فينتوري على موقع قاعدة بيانات كرة القدم.إي يو (الإنجليزية)
- أركاديو فينتوري على موقع ناشيونال فوتبول تيمز (الإنجليزية)
- أركاديو فينتوري على موقع عالم كرة القدم.نت (الإنجليزية)
- أركاديو فينتوري على موقع أوليمبيديا (الإنجليزية)